# 刘家峡铁路
刘家峡铁路，又称刘家峡水电站支线，是中国甘肃省兰州市服务于刘家峡水电站与盐锅峡水电站的专用铁路。起自兰青铁路八盘峡站，全长51.2千米。
由中国水利水电第四工程局刘家峡铁路分局管理运营。目前主要用户为刘家峡化肥厂（刘化集团公司）。

## 线路
2跨黄河，7座隧道。黄河1号桥长255.2米。其中2号隧道长1160米。 线路等级为限期使用的铁路专用线。限制坡度12‰。最小曲线半径300米。牵引定数：八盘峡至古城站上行300吨、下行700吨；古城至坝头上行250吨，下行600吨；古城至小川上行150吨、下行300吨。车站到发线有效长度八盘峡至古城220米，其余区段为135米。
刘家峡坝头工业站分为上线、下线；下线直接通到发电厂房，上线可通到主坝坝头。盐锅峡水电站厂区的支线已经拆除。

## 历史
1956年铁一院实施草测和初测。1958年4月完成初步设计。1958年9月完成技术设计。
1958年10月开工，西宁铁路局施工。1960年12月八盘峡至盐锅峡段竣工通车，交由盐锅峡水电工程局管理。1961年随刘家峡水电站一起下马，此时盐锅峡至大川站路基桥涵基本完工，投资2929.06万元。1964年，国家计委指示：随刘家峡水电站一起复工。1964年12月铁一院完成复工勘测。由西北铁路工程局（现在中铁一局）施工。1965年10月临时通车。1966年4月铺轨至坝头。复工投资1828.29万元。1967年1月全线通车，未经验收就由施工单位交付刘家峡水电工程局铁路分局接管运营。 :111
2009年，该铁路上最后3台建设型蒸汽机车退役。现用GKD内燃机车。
2020年，沿刘家峡专用线铁路的黄河三峡旅游观光小火车项目启动建设。